# Katowicka Specjalna Strefa Ekonomiczna
Katowicka Specjalna Strefa Ekonomiczna – specjalna strefa ekonomiczna położona w południowo-zachodniej Polsce w województwie śląskim, opolskim oraz małopolskim. Zarządzającym strefą jest spółka Katowicka Specjalna Strefa Ekonomiczna S.A. z siedzibą w Katowicach.
Katowicka Specjalna Strefa Ekonomiczna powstała na podstawie rozporządzenia Rady Ministrów z dnia 18 czerwca 1996 r. w sprawie ustanowienia katowickiej specjalnej strefy ekonomicznej. W kolejnych latach była wielokrotnie powiększana. Utworzono ją w celu wsparcia i przyspieszenia procesów restrukturyzacyjnych oraz stworzenia nowych miejsc pracy w regionie.
Obejmuje grunty o powierzchni 2749,357 ha w 48 gminach.
Działa na terenach miast: Bielsko-Biała, Bieruń, Bytom, Częstochowa, Dąbrowa Górnicza, Gliwice, Jastrzębie-Zdrój, Katowice, Knurów, Lędziny, Lubliniec, Myszków, Orzesze, Piekary Śląskie, Racibórz, Rybnik, Siemianowice Śląskie, Sławków, Sosnowiec, Świętochłowice, Tychy, Wodzisław Śląski, Zabrze, Zawiercie i Żory oraz gmin: Czechowice-Dziedzice, Czerwionka-Leszczyny, Głuchołazy, Godów, Gogolin, Kędzierzyn-Koźle, Kietrz, Koniecpol, Krapkowice, Krzepice, Miedźna, Myślenice, Ogrodzieniec, Olesno, Pawłowice, Radziechowy-Wieprz, Rajcza, Rudziniec, Siewierz, Strzelce Opolskie, Ujazd, Węgierska Górka i Woźniki.
Według obowiązującego rozporządzenia Katowicka Specjalna Strefa Ekonomiczna ma działać do 31 grudnia 2026 r.
Jest podzielona jest na cztery podstrefy. Posiada swoje tereny nie tylko w województwie śląskim, ale również małopolskim i opolskim.

## Podstrefy
- Podstrefa Gliwicka – powierzchnia 1 133,4817 ha[9]
  - Gliwice
    - Podstawowy
      - Część Północna
      - Część Południowa

    - Bojkowska
    - Pole Łabędy

  - Knurów
  - Lubliniec
  - Zabrze
- Podstrefa Jastrzębsko-Żorska – powierzchnia 473,5179 ha[9]
  - Bielsko-Biała: Komorowice Śląskie, Komorowice Krakowskie, Wapienica, Lipnik
  - Czechowice-Dziedzice: Słowackiego, Bestwińska
  - Czerwionka-Leszczyny: Leszczyny, Stanowice
  - Godów: Skrzyszów, Gołkowice
  - Jastrzębie-Zdrój: Bzie, Moszczenica, Ruptawa
  - Myślenice (woj. małopolskie): Myślenice
  - Pawłowice Śląskie: Warszowice, Pawłowice
  - Pszów: Skwary, Kraszewskiego
  - Radziechowy-Wieprz: Wieprz
  - Rajcza: Zwardoń
  - Rybnik: Podmiejska
  - Wodzisław Śląski: Wodzisław-Olszyny
  - Żory: Pole Warszowice, Pole Wygoda
- Podstrefa Sosnowiecko-Dąbrowska – powierzchnia 680,5888 ha[9]
- Podstrefa tyska – powierzchnia ogółem: 461,7686 ha i obejmuje następujące obszary:
  - obszar Tychy
  - obszar Bieruń
  - obszar Katowice

## Władze
Prezesem Zarządu Katowickiej Specjalnej Strefy Ekonomicznej S.A. jest dr hab. Rafał Żelazny.